# 부산광역시의 문화유산자료
부산광역시의 문화재자료는 문화재자료 중에서 부산광역시 내에 있는 문화재를 의미한다.

## 지정 목록
- 제1호 ~ 제100호
- 제101호 ~ 제200호